# Michael Persinger
Michael A. Persinger (* 26. Juni 1945 in Jacksonville, Florida; † 14. August 2018) war seit 1971 Professor an der Laurentian University in Sudbury, Ontario, Kanada. Seit dieser Zeit hat er über 200 Artikel in Zeitungen veröffentlicht und sechs Bücher geschrieben. Bekannt geworden ist er durch seine Experimente zur Neurotheologie.

## Leben
Michael Persinger wurde in Jacksonville, Florida, geboren und wuchs in Virginia, Maryland und Wisconsin auf.
Von 1963 bis 1964 besuchte er das Carroll College in Wisconsin. 1967 absolvierte er erfolgreich ein Studium an der University of Wisconsin–Madison. An der University of Tennessee erlangte er einen M.A. in Physiologischer Psychologie; anschließend promovierte er 1971 an der University of Manitoba.

## Wissenschaftliche Arbeit
Den Schwerpunkt seiner Arbeiten legte Michael Persinger auf die Erforschung der Gemeinsamkeiten von verschiedenen Wissenschaften. Auf ihn geht auch das Behavioral Neuroscience Program zurück. Dieses ist einer der ersten Versuche, Chemie, Biologie und Psychologie in einem Fach zu unterrichten.
Einen Großteil seiner fachübergreifenden Studien veröffentlichte er in öffentlichen Foren.

### Experimente zur Neurotheologie
Während der 1980er Jahre wurde er durch seine Experimente zur Neurotheologie berühmt.
Mit seinem Religionshelm versuchte er, Religion als ein reines Konstrukt des Gehirns zu beweisen. Er stimulierte bei Testpersonen den Schläfenlappen elektromagnetisch und wollte so eine spirituelle Erfahrung induzieren.

#### Der Religionshelm
In einem schallisolierten Raum bekamen die Probanden einen von Michael Persinger entwickelten Helm aufgesetzt. Dieser Helm erzeugte ein Magnetfeld, welches in seiner Stärke ungefähr einem Zehntel des erdeigenen Magnetfeldes entsprach. Damit wirkte er nun auf das Gehirn der Testpersonen ein. Diese glaubten, es handele sich um eine Entspannungsübung.
Er führte dieses Experiment mit ca. 1000 Versuchspersonen durch und bei 80 % der Teilnehmer war er der Meinung, eine spirituelle Erfahrung nachgewiesen zu haben.
Manche Probanden beschrieben einen Zustand des Schwebens oder meinten, die Anwesenheit eines Schutzengels zu spüren. Einige beschrieben, Gott persönlich begegnet zu sein. Aber auch nichtreligiöse Testpersonen hatten bei den Magnetstimulationen transzendente Erlebnisse. So beschrieben Atheisten zum Beispiel eine Verbundenheit mit dem Universum.
Er schlussfolgerte, dass Religion, welche Kriege hervorgerufen habe und hervorrufen werde, dem Menschen nur schade.
Auch glaubte er damit im Gehirn ein Gottes-Modul nachgewiesen zu haben. Die Erlebnisse der Probanden und die Hirnfunktionen glichen denen von Epileptikern während eines Anfalls. So wollte er auch geschichtlich überlieferte Erscheinungen erklären. Diese seien durch Änderungen im Magnetfeld der Erde entstanden. Auf die gleiche Art erklärt er auch Lichterscheinungen im Zusammenhang mit UFOs.

#### Gescheiterter Versuch einer Bestätigung
Eine Überprüfung von Persingers Experimenten fand an der Universität von Uppsala in Schweden mit 43 Studenten in einer Doppelblind-Studie statt. Über die Hälfte der Testpersonen spürten spirituelle Erlebnisse. Jedoch war es so, dass bei 11 der 22 getesteten Personen, welche eine leichte Veränderung spürten, und bei zwei der drei Teilnehmer, die stark mystische Erlebnisse hatten, die Magnetfelder nicht aktiv waren. Mit hoher Wahrscheinlichkeit handelte es sich bei allen berichteten Veränderungen um einen Placeboeffekt.